# Баня Гаджи Шахверди
Баня Хаджи Шахверди (азерб. Hacı Şahverdi hamamı) — старинная баня, расположенная в посёлке Пиршаги Сабунчинского района города Баку, неподалёку от Каспийского моря.
В простонародье баня известна под названием «Песчаная баня». Баня была построена в XIX веке местным жителем Хаджи Шахверди. Когда-то из колодца, расположенного рядом с баней, добывалась пресная вода. Не случайно, что баня была в свое время построена на стратегическом караванном пути Север-Юг, являвшимся одной из ветвей исторического Шёлкового Пути. 
Предположительно здесь же рядом, чуть повыше на песчаном высоком дюне, располагалось святилище, почитаемое местными мусульманами-шиитами, которое являло собой захоронение Святой благочестивицы и её ребёнка из Непорочного Рода Пророка (Ахль-аль-Бейти Расул-Аллах). Согласно преданию в ближайшей округе – в различных точках Апшерона захоронены 7 Святых представительниц упомянутого Пречистого Рода, главная из которых — дочь 7-го Непорочного Имама Муса-аль-Казима Фатима-Сугра-Хукейма, захороненная в пункте Биби-Эйбат на юге от Баку. Эти семь затерянных ныне могил в совокупности носят название  "Pir-Həft-Xahər", что в переводе с фарси означает "святилища семи сестёр". 
В процессе хищнического разворовывания прибрежных песков за весь советский период воинствующего атеизма указанное святилище было вандалистски уничтожено.
Что касается личности Хаджи Шахверди - это один из состоятельных богобоязненных представителей 2-х подразделений (Шахвердиевых и Имамвердиевых) старейшего рода Шихлы данного поселения, с которыми связывают как основную роль в основании данного села, так и ряд экстраординарных (праведных) качеств божественного происхождения.  По преданию именно этот род (Шихлы), происходящий от двух братьев-чабанов по имени Шахверди и Имамверди, уполномочен (опять же от Бога) руководить присмотром и ухаживанием за двумя священными захоронениями в этом селе;  эта обязанность у мусульман принято называть шейхуль-мутаваллият, от чего и род получил название Шихлы.   
Согласно распоряжению Кабинета Министров Азербайджанской Республики об исторических и культурных памятниках баня является «памятником истории и культуры местного значения».
Летом 2008 года для сохранения бани были проведены восстановительные работы.